# Deßmannsdorf
Deßmannsdorf (fränkisch: Desmasch-dorf) ist ein Gemeindeteil der kreisfreien Stadt Ansbach (Mittelfranken, Bayern). Deßmannsdorf liegt in der Gemarkung Bernhardswinden.

## Geografie
Durch das Dorf fließt der Silberbach. Der Bernhardswindener Graben mündet dort rechts in den Silberbach. Im Süden liegt das Birkenfeld, im Westen das Mittelfeld, im Nordwesten das Feuchtlachfeld und im Nordosten die Weiherleiten.
Die Bundesstraße 13 verläuft unmittelbar östlich am Ort vorbei in Richtung Ansbach (2 km nördlich) bzw. zur Anschlussstelle 52 der Bundesautobahn 6 (1,4 km südlich). Eine Gemeindeverbindungsstraße führt die B 13 unterquerend zu einer Anschlussstelle der B 13 (0,7 km nördlich) und weiter nach Höfstetten (1 km südöstlich) bzw. zu einem Kreisverkehr (0,7 km südlich) über den man ebenfalls zu einer Anschlussstelle der B 13 gelangt bzw. zu einer Gemeindeverbindungsstraße nach Brodswinden (1,5 km östlich). Eine weitere Gemeindeverbindungsstraße führt nach Bernhardswinden zur Kreisstraße ANs 3 (1,2 km westlich).

## Geschichte
In dem Testament des Wolfram von Dornberg wurde der Ort im Jahr 1288 als „Denswinsdorf“ erstmals urkundlich erwähnt. Das Bestimmungswort des Ortsnamens ist der Personenname „Dankswind“. Eine Person dieses Namens ist als Gründer der Siedlung anzunehmen. Seit 1439 ist die Form „Deßmansdorff“ bezeugt.
Im 16-Punkte-Bericht des Fürstentums Ansbach von 1684 wurden für Deßmannsdorf 9 Mannschaften verzeichnet. Grundherren waren das Hofkastenamt Ansbach (3), das Stiftsamt Ansbach (4), die Herren von Eyb (1) und der Bürgermeister und Rat zu Ansbach (1). Das Hochgericht und die Dorf- und Gemeindeherrschaft übte das brandenburg-ansbachische Hofkastenamt Ansbach aus.
Im Dreißigjährigen Krieg brannte das Dorf bis auf einen Hof völlig nieder.
Gegen Ende des 18. Jahrhunderts gab es in Deßmannsdorf elf Anwesen und ein Gemeindehirtenhaus. Das Hochgericht und die Dorf- und Gemeindeherrschaft übte das Hofkastenamt Ansbach aus. Grundherren waren das Fürstentum Ansbach (Hofkastenamt Ansbach: 1 Halbhof, 1 Tafernwirtschaft, 1 Mühle, 1 Leerhaus; Stiftsamt Ansbach: 3 Halbhöfe, 1 Gut, 1 Köblergut; Ansbacher Rat: 1 Gut) und das Rittergut Eyerlohe der Herren von Eyb (1 Söldengut). Von 1797 bis 1808 unterstand der Ort dem Justiz- und Kammeramt Ansbach.
Im Rahmen des Gemeindeedikts wurde Deßmannsdorf dem 1808 gebildeten Steuerdistrikt Brodswinden und der 1811 gegründeten Ruralgemeinde Brodswinden zugeordnet. In der freiwilligen Gerichtsbarkeit unterstand ein Anwesen von 1822 bis 1836 dem Patrimonialgericht Frohnhof. Am 20. September 1860 wurde Deßmannsdorf in die neu gebildete Gemeinde Bernhardswinden umgemeindet. Diese wurde am 1. Juli 1972 im Zuge der Gebietsreform in Bayern in die Stadt Ansbach eingegliedert.

### Ehemaliges Baudenkmal
- Bauernhaus Nr. 1: zweigeschossiges Haus des 18. Jahrhunderts mit Ladeerker und Schleppgauben[14]

### Einwohnerentwicklung
| Jahr      | 001818 | 001840 | 001861 | 001871 | 001885 | 001900 | 001925 | 001950 | 001961 | 001970 | 001987 |
| Einwohner | 68     | 69     | *90    | 68     | 82     | 76     | 95     | 138    | 112    | 105    | 82     |
| Häuser    | 11     | 13     |        |        | 14     | 16     | 15     | 19     | 21     |        | 21     |
| Quelle    | [ 16 ] | [ 17 ] | [ 18 ] | [ 19 ] | [ 20 ] | [ 21 ] | [ 22 ] | [ 23 ] | [ 24 ] | [ 25 ] | [ 1 ]  |

### Historische Beschreibung
Gottfried Stieber beschreibt den Ort in seinem 1761 erschienenen Werk Historische und topographische Nachrichten von dem Fürstenthum Brandenburg-Onolzbach folgendermaßen:

„Deßmannsdorff. Ein von Onolzbach gegen Mittag eine Stunde weit ab- und in einem Thai an der Strasse nach Triesdorf und dasiger Gegend gelegenes Weyler, dessen Einwohner mit der Weltlichkeit zum Theil in das Stift- und zum Theil in das Hof-Casten-Amt zu besagten Onolzbach gehören, an welche Pfarr solche auch in factis angewiesen sind. In Urkunden mittlerer Zeiten wird dieser Ort auch Denswinsdorf, ingleichen Deßwesdorf gennenet. Im Jahr 1416 erkauffte Friedrich im Steinhaus, Custor und Chorherr zu Onolzbach einige Güter alda, welche er darauf in seinem errichteten Testament d. d. Onolzbach am nächsten Donnerstag vor dem Sonntag vocem jucunditatis anno 1421 an das S. Gumprechts-Stifft daselbst, zu Begehung eines Jahr-Tags vor sich und seinen Bruder (Peter) vermacht und geschenckt. So waren auch andere dasige Canonici, nemlich Friedrich Toschler, Johann Schlüchter, Friedrich Förster, Johann Eyselstatt und Johann Portner, alda begütert, deren Possessiones, nach erfolgter Saecularisation des Stiffts, an das hochfürstliche Hauß Brandenburg-Onolzbach gelanget.“

## Religion
Der Ort ist seit der Reformation evangelisch-lutherisch geprägt und war ursprünglich nach St. Johannis (Ansbach) gepfarrt, seit 1961 gehören sie zur Pfarrei Christuskirche (Meinhardswinden). Die Einwohner römisch-katholischer Konfession sind nach St. Ludwig (Ansbach) gepfarrt und gehören zu deren Filialkirchengemeinde Unsere Liebe Frau (Meinhardswinden).